# Atypophthalmus infixus
Atypophthalmus infixus är en tvåvingeart som först beskrevs av Walker 1865.  Atypophthalmus infixus ingår i släktet Atypophthalmus och familjen småharkrankar. Inga underarter finns listade i Catalogue of Life.